# Сінгапур на літніх Олімпійських іграх 1976
На XXI літніх Олімпійських іграх, що проходили у Монреалі у 1976 році, Сінгапур був представлений 4 спортсменами (3 чоловіками та 1 жінкою) у чотирьох видах спорту — легка атлетика, дзюдо, стрільба та важка атлетика. Прапороносцем на церемоніях відкриття та закриття Олімпійських ігор був дзюдоїст Ко Енг Кіан.
Сінгапур всьоме за свою історію взяв участь у літніх Олімпійських іграх. Країна не завоювала жодної медалі.

## Важка атлетика
| Спортсмен     | Дисципліна | Ривок (кг) | Поштовх (кг) | Разом (кг) | Місце |
| ------------- | ---------- | ---------- | ------------ | ---------- | ----- |
| Чуа Кун Сіонг | до 67,5 кг | 100        | 130          | 230        | 12    |

## Дзюдо
| Спортсмен   | Категорія          | 1/32               | 1/16               | Чвертьфінал        | Півфінал           | Втішний раунд 1    | Втішний раунд 2    | Втішний раунд 3    | Фінал / ПБ         | Фінал / ПБ |
| Спортсмен   | Категорія          | Суперник Результат | Суперник Результат | Суперник Результат | Суперник Результат | Суперник Результат | Суперник Результат | Суперник Результат | Суперник Результат | Місце      |
| ----------- | ------------------ | ------------------ | ------------------ | ------------------ | ------------------ | ------------------ | ------------------ | ------------------ | ------------------ | ---------- |
| Ко Енг Кіан | до 93 кг, чоловіки | немає даних        | немає даних        | немає даних        | немає даних        | немає даних        | немає даних        | немає даних        | немає даних        | 18         |

## Легка атлетика
|       | Спортсмен | Дисципліна | Раунд                 | Результат     | Місце у групі | Загальне місце |
| ----- | --------- | ---------- | --------------------- | ------------- | ------------- | -------------- |
| Жінки | Чі Шві Лі | 800 м      | кваліфікаційний раунд | не фінішувала | —             | —              |

## Стрільба
Чоловіки
| Спортсмен | Дисципліна | Фінал | Фінал |
| Спортсмен | Дисципліна | Бали  | Місце |
| --------- | ---------- | ----- | ----- |
| Френк О   | трап       | 152   | 40    |